# Mickey Finn
Mickey Finn  (n. Michael Norman Finn, 3 iunie 1947, Thornton Heath, Surrey, Anglia - d. 11 ianuarie 2003, Croydon, Surrey), a fost un percuționist care a cântat cu formația glam rock T. Rex împreună cu Marc Bolan.
Mickey Finn l-a înlocuit pe Steve „Peregrine” Took în 1970 și a stat timp de 5 ani cu formația.